# 進行性肌萎縮症
进行性肌萎缩（英語：Progressive Muscular Atrophy，縮寫：PMA）是一种具有进行性、对称性、以近端为主的弛缓性瘫痪和肌肉萎缩为特征的遗传性下运动神经元疾病。确切原因仍不清楚。有人记述本病的常染色体显性或隐性遗传特征。不同的病例可属不同的原因，如受寒、疲劳、感染、铅中毒、外伤，还有继发于梅毒，脊髓灰质炎的报导。进行性脊肌萎缩仅由脊髓前角细胞变性所致。虽经许多研究，提出过慢病毒感染、免疫功能异常、遗传因素、重金属中毒、营养代谢障碍以及环境等因素致病的假说，但均未被证实。

## 发病机理和症状
其发病机理为脊髓前角神经细胞及脑干运动核变性及数量明显减少，但无神经细胞坏死和胶质细胞增生。 颈脊髓最常受累。脊髓前角细胞变性，细胞肿胀，核移位或消失，胶质增生，但前角和脊膜未见炎症反应，也无血管改变。锥体束于某些病例有退变，但临床很少发现锥体束征。运动神经元病中的进行性肌肉萎缩症（PMA）许多病例在发展到一定阶段后，会有上运动神经元的表现。进行性脊髓性肌肉萎缩症为运动神经元疾病，变性限于脊髓前角α运动神经元。特点是进行肌萎缩和肌软弱，通常自手的小肌肉开始，蔓延至整个上肢和下肢，反射消失，感觉障碍不出现。本病起病隐匿，好发于中年男性。表现为双手活动软弱无力，手的内在肌萎缩，可有“爪形手”、“猿手”畸形。系衣服扣、拣小物件及写字困难。以后肌无力波及邻近肌群，累及臂和肩，再发展到下肢。也有从足发病，扩展到下肢，然后上肢者。肌肉萎缩软弱对称发展，有时仅累及一只手。肌张力减低，腱反射减弱与受累肌相应。括约肌无功能障碍，病理反射多不出现，但可见于频发肌束震颤时。肌束震颤可不定部位出现，有寒冷、情绪波动或受到机械刺激时可诱发和加重肌束震颤。病程中无自发疼痛和感觉异常出现，舌肌萎缩，软腭运动障碍伴发音及吞咽症状极少产生。
由于患者就诊时医生所见到的仅仅为病程中的一个时点，因此对于某些患者，可能在某一个时期存在上运动神经元的体征，但是随着病情的进展，而被下运动神经元的表现所掩盖。许多临床所见仅仅为纯下运动神经元受累，诊断符合进行性肌萎缩（PMA）的患者，尸检时可以看到锥体束的病变，其病程与ALS相似。单纯的进行性肌萎缩尸检仅占MND的5%。此外，尚可见到婴幼儿或少年发病的脊髓性肌萎缩（Spinal muscular atrophy,SMA），该组患者有明确的基因异常。均表现为四肢的萎缩无力、腱反射减低、肌张力低，逐渐发展，可分为三型：SMA I型：婴儿型脊髓性肌萎缩，6个月发病，常于2年内死亡。SMA II型：中间型脊髓性肌萎缩，6至18个月发病，可存活2年以上。SMA III型：少年型脊髓性脊萎缩，18个月后发病，多在3至18岁发病可存活到成年，预后相对较好。

## 辅助检查
- 神经电生理：肌电图呈典型神经源性改变。静息状态下可见纤颤电位、正锐播，有时可见束颤电位;小力收缩时运动单位电位时限增宽、波幅增大、多相波增加，大力收缩呈现单纯相。神经传导速度正常。运动诱发电位有助于确定上运动神经元损害。
- 肌肉活检：有助于诊断，但无特异性，早期为神经源性肌萎缩，晚期在光镜下与肌源性肌萎缩不易鉴别。
- 其他：血生化、CSF检查多无异常，肌酸磷酸激酶（CK）活性可轻度异常，MRI可显示部分病例受累脊髓和脑干萎缩变小。